# Dunhill Championship
Dunhill Championship är en av herrarnas professionell golftävlingar som spelas i Sydafrika.
Dunhill Championship ingår i PGA European Tour och den sydafrikanska Sunshine Tour. Ursprungligen hette tävlingen South African PGA Championship och har en lång historia med vinnare som till exempel Gary Player. Den har ingått i PGA European Tour sedan 1995 och prissumman i tävlingen var vid 2006 års upplaga 1 miljon euro. Fram till 2006 Var Ernie Els med sina fyra segrar den spelare som hade vunnit tävlingen flest gånger.
Dunhill Championship ska inte förväxlas med Dunhill Links Championship, en större tävling som spelas i Skottland.

## Segrare
| Säsong | Segrare          |
| 2010   | Pablo Martín     |
| 2009   | Richard Sterne   |
| 2008   | John Bickerton   |
| 2007   | Álvaro Quirós    |
| 2006   | Ernie Els        |
| 2005   | Charl Schwartzel |
| 2004   | Marcel Siem      |
| 2003   | Mark Foster      |
| 2002   | Justin Rose      |
| 2001   | Adam Scott       |
| 2000   | Anthony Wall     |
| 1999   | Ernie Els        |
| 1998   | Tony Johnstone   |
| 1997   | Nick Price       |
| 1996   | Sven Strüver     |
| 1995   | Ernie Els        |
| 1994   | David Frost      |
| 1993   | Mark McNulty     |
| 1992   | Ernie Els        |
| 1991   | Roger Wessels    |
| 1990   | Fulton Allem     |
| 1989   | Tony Johnstone   |
| 1988   | David Feherty    |

| Säsong | Segrare          |
| 1987   | Fulton Allem     |
| 1986   | Bobby Cole       |
| 1985   | Chris Williams   |
| 1984   | Gavin Levenson   |
| 1983   | Corey Pavin      |
| 1982   | Gary Player      |
| 1981   | Inställd         |
| 1980   | Hugh Baiocchi    |
| 1979   | Gary Player      |
| 1978   | Hale Irwin       |
| 1977   | John Bland       |
| 1976   | Dale Hayes       |
| 1975   | Dale Hayes       |
| 1974   | Dale Hayes       |
| 1973   | Tom Weiskopf     |
| 1972   | Harold Henning   |
| 1971   | Tienie Britz     |
| 1970   | Denis Hutchinson |
| 1969   | Gary Player      |
| 1968   | Inställd         |
| 1967   | Harold Henning   |
| 1966   | Harold Henning   |
| 1965   | Harold Henning   |

## Namn på tävlingen
| År        | Namn                                          |
| 2002-     | Dunhill Championship                          |
| 2000-2001 | Alfred Dunhill Championship                   |
| 1996-1999 | Alfred Dunhill South African PGA Championship |
| 1995      | Lexington South African PGA Championship      |
| 1965-1994 | South African PGA Championship                |